# Riccardo Brazzale
Riccardo Brazzale (Thiene, 1960) è un direttore d'orchestra, compositore e musicista italiano.

## Biografia
Dopo gli studi classici e jazz (Vicenza, Parma, Milano) e la laurea a Bologna (con una tesi su Lennie Tristano), dal 1986 inizia a collaborare professionalmente con Claudio Fasoli e tre anni dopo fonda la Lydian Sound Orchestra (LSO), con la quale svolge l'attività di direttore e musicista e con cui vanta una importante attività discografica e concertistica in Italia e all'estero. È inoltre pianista nei gruppi più piccoli derivati dall'orchestra, chiamati Lydian Workshop.
È dal 1999 direttore ospite della Civica Jazz Band di Milano del direttore Enrico Intra, con la quale si è esibito fra l'altro al Piccolo Teatro di Milano e al Teatro degli Arcimboldi.
Oltre che musicista, è autore di numerosi saggi su periodici di settore e cronache musicali su quotidiani; fra i giornali specialistici per cui scrive: lo storico mensile Musica Jazz e sul web All About Jazz.
Ha curato le edizioni italiane del volume di racconti Natura morta con custodia di sax. Storie di jazz di Geoff Dyer e di Jazz di John Fordham.
Con Franco Fayenz ha firmato un volume su Lennie Tristano, per la collana New Jazz People edita da Nuovi Equilibri di Roma. 
È inoltre autore di un diario americano autobiografico dal titolo anglo-veneto Xè pi isy draivare'l caro ("È più facile andare in macchina", Ed. Agorà).
È coautore con Luigi Onori e Maurizio Franco, del volume "La Storia del Jazz" pubblicato da Hoepli nel 2020.
È direttore dell'Istituto Musicale Veneto "Città di Thiene"  dal 1995, dove insegna teoria, armonia e storia della musica, ed è titolare della cattedra di Storia del Jazz al Conservatorio di Castelfranco Veneto, nel cui dipartimento jazz insegna anche analisi, composizione e arrangiamento. È tra i fondatori dell’associazione di festival italiani “I-Jazz”. Per il Comune di Vicenza è stato per tanti anni responsabile della programmazione artistica e dei progetti speciali al Teatro Olimpico di Vicenza ed è direttore artistico del festival "Vicenza Jazz - New Conversations” sin dalla fondazione (1996). Per il 2022 è direttore artistico (con Claudio Filippini e Francesco Mariotti) del festival "Il jazz italiano per le terre del sisma" a cura della Federazione Nazionale Il Jazz Italiano.

## Formazioni
- Lydian Sound Orchestra - direttore stabile e musicista (dalla fondazione)
- Civica Jazz Band - direttore ospite

## Riconoscimenti
Nel gennaio 2009 sessanta critici lo hanno votato per la rivista Musica Jazz compositore-arrangiatore dell'anno 2008. Nel 2017, 2019 e 2020 i critici italiani hanno votato per la rivista Musica Jazz la Lydian Sound Orchestra quale formazione italiana degli anni 2016, 2018 e 2019. Nel luglio 2022, gli è stato conferito il Premio Iseo Jazz 2022 alla carriera.

## Discografia
- Lydian Sound Orchestra, Melodious Thunk (Totem Records, 1993)
- Lydian Sound Orchestra, Timon of Athens (Flex Records, 1995)
- Lydian Workshop, Bukowski Blues (Azzurra Music, 1999)
- Big Band Ritmo-Sinfonica Città di Verona, Duke is Alive (Azzurra Music, 1999)
- Claudio Fasoli, Resumé (MJCD, 2000)
- Riccardo Brazzale & Friends, The Bras and the Art of Arranging (Agorà, 2000)
- Civica Jazz Band di Milano, Atelier Musicale del XX Secolo (SM 004, 2000)
- Lydian Sound Orchestra, Monk at Town Hall & More (Abeat, 2002)
- Various Artists, Iseo Jazz - Dieci anni di jazz italiano (CDpM, 2003)
- Lydian Sound Orchestra & Claudio Fasoli, Azurka (Abeat, 2003)
- Various Artist, Lester (Caligola, 2004)
- Civica Jazz Band di Milano, Italian Jazz Graffiti (Ediz. Scuole Civiche di Milano, 2005)
- Lydian Sound Orchestra, Back to Da Capo (Alma Records, 2006)
- Civica Jazz Band di Milano, Anniversary (Ediz. Scuole Civiche di Milano, 2006)
- Lydian Sound Orchestra, Live in Appleby (Alma Records, 2008)
- Various Artists, Top Jazz 2008 (MJCD, 2009)
- Lydian Sound Orchestra, The Lydian Trip (Alma Records, 2009)
- Various Artists, Iseo Jazz (MJCD, 2012)
- Lydian Sound Orchestra, Ruby, Nellie and Nica (Alma Records, 2012)
- Lydian Sound Orchestra, Reflections (MJCD, 2012)
- Lydian Sound Orchestra, Music for Lonely Souls (Beloved by Nature) (Alma Records, 2016)
- Various Artists, Top Jazz 2016 (MJCD, 2017)
- Lydian Sound Orchestra, We Resist! (Parco della Musica Records, 2018)
- Lydian Sound Orchestra, Mare 1519 (Parco della Musica Records, 2019)